# دردار عاري
دردار عاري (الاسم العلمي: Ulmus nuda) هو نوع نباتي يتبع جنس الدردار من فصيلة الدردارية.